# José Ferreira de Almeida
José Ferreira de Almeida, (Piracaia, 16 de dezembro de 1911 — São Paulo, 8 de agosto de 1975), foi um tenente do exército e militante do Partido Comunista Brasileiro (PCB). Apesar de fazer parte da classe militar, durante o período de Ditadura Militar no Brasil, regime instaurado em 1 de abril de 1964 e que durou até 15 de março de 1985, também foi diretor do Clube dos Oficiais da Reserva e militante do PCB, assim como Carlos Marighella, Vladimir Herzog, Luiz Carlos Prestes, Olga Benario e Oswald de Andrade. 
Foi preso em sua casa no dia 7 de julho de 1975, junto a outros outros 63 policiais militares sob a acusação de seguir a doutrina comunista, torturado e dado como morto nos porões do Destacamento de Operações de Informação - Centro de Operações de Defesa Interna (DOI-CODI) em 8 de agosto de 1975.
É um dos casos investigados pela Comissão Nacional da Verdade (CNV), que apura mortes e desaparecimentos na ditadura militar brasileira.

## Biografia
Nascido em Piracaia, município localizado no interior de São Paulo, decidiu durante a adolescência ir para a capital do Estado de São Paulo, para procurar novas oportunidades de vida. Apesar de não ter estudado José de Almeida era tenente da Polícia Militar. Ele se tornou presidente da associação dos oficiais reformados. Como ele não apoiava o golpe, lutou ao lado da resistência democrática, dentro da militância do PCB.
Morou por muitos anos na zona sul de capital, na companhia da sua esposa Maria Sierra, que faleceu em 1977, de problemas cardíacos e tristeza, pelo que a família constatou. Não deixou filhos biológicos, mas uma filha adotiva, que na realidade era a sua sobrinha, e se chamava Nazareth. 

## Morte
Foi no dia 7 de julho de 1975 que o tenente Almeida se entregou aos agentes de repressão, após sua filha adotiva, Nazareth, sofrer ameaças contínuas. Sua mulher e sobrinha  relataram que não puderam abraçá-lo na última vez que o viram vivo, durante sua primeira visita ao DOPS, pois ele estava muito machucado, devido às torturas que foi submetido. Depois desse episódio, Maria e Nazareth realizaram várias tentativas de visitar o pai e marido. Entretanto, eram informadas de que José Almeida não poderia receber visitas ou que o mesmo não se encontrava ali, uma vez que o tenente era constantemente realocado das câmaras de tortuda do DOPS e as do DOI-Codi. 
Segundo os sobreviventes, como é visto no relato do tenente-coronel Osni Geraldo Santa Rosa, integrante da antiga Guarda Civil, o tenente Almeida teria sofrido as piores crueldades "Foi trucidado. Arrebentado.".
Em “A Ditadura Encurralada” o jornalista Elio Gaspari tratou do caso, “descobrira-se uma base do partidão dentro da Polícia Militar paulista, ela estivera invicta desde a sua montagem em 1946. Funcionava sob as rígidas normas de segurança do setor militar ligando-se diretamente a um representante pessoal do Secretário Geral do PC. Segundo o CIE conseguiram infiltrar um sargento do DOI por 2 anos. Na sua liquidação prenderam-se 63 policiais, entes eles 9 oficiais da ativa inclusive um Tenente-Coronel e 12 da reserva."
. Apesar de todas estas prisões e das torturas que todos sofreram, só dois faleceram: o tenente José Ferreira de Almeida e o coronel reformado José Maximino de Andrade Netto.
As ações que prendiam policias ligados ao PCB faziam parte da Operação Radar, que pretendia extinguir os militantes do PCB antes da abertura democrática do país, como diz Milton Pinheiro, professor de Ciência Política na Universidade do Estado da Bahia em um vídeo gravado para o PCB. “Foi uma decisão política da ditadura, através da Operação Radar, de 1974 a 1976, liquidar o PCB antes do processo da abertura tutelada que o regime tentou fazer".
Por fim, sua família recebeu a visita de um agente da ditadura, quase um mês depois de sua ida ao DOPS/SP. Eles informavam que Almeida tinha se suicidado na prisão. "No Brasil de 1975, os “suicídios” nos porões da repressão eram quase uma rotina", diz o fotógrafo Silvaldo Leung Vieira em uma entrevista à Folha de S.Paulo. A foto que saiu, mostrava que José teria se enforcado. Porém, tudo não passava de uma montagem, como o fotógrafo disse que os militares faziam.
No mês da sua morte, o jornal O Estado de S. Paulo publica que seu suicídio tinha sido causado por enforcamento e atestado pelo médico Harry Shibata. Contudo, no seu velório, sua esposa abriu o caixão - que estava lacrado-, e observou muitos hematomas e marcas de asfixia. Depois deste período do regime, José Ferreira de Almeida foi reconhecido como um preso político e como uma vítima da ditadura.

## Homenagens
Uma rua em São Paulo foi batizada em homenagem ao tente: a Rua Tenente José Ferreira de Almeida, localizada no bairro do Jabaquara. 